# Castillo de Shiroishi
El castillo de Shiroishi (白石城 Shiroishi-jō?) es un castillo japonés de estilo plano en lo que ahora es la ciudad de Shiroishi, Miyagi. Durante el período Edo, fue el castillo del clan Katakura, que eran vasallos hereditarios del clan Date del Dominio de Sendai. Durante la Guerra Boshin, también fue temporalmente la sede del Ōuetsu Reppan Dōmei. El castillo también era conocido con el nombre de castillo de Masuda (益岡城 Masuda-jō?).

## Historia

### Historia temprana
El castillo de Shiroishi fue fundado en el período Kamakura por el clan Karita.

### Era Sengoku
En 1591, durante el período tardío de Azuchi-Momoyama, el clan Gamō reconstruyó completamente el castillo con paredes de piedra y un torreón, y lo gobernó el mayordomo Gamō Satonari.
A partir de 1600, el castillo y sus alrededores fueron recuperados por el clan Date como parte del Dominio de Sendai bajo el shogunato Tokugawa. Desde 1600 en adelante, el castillo de Shiroishi fue gobernado por el clan Katakura, que eran vasallos de los Date. También fue una de las pocas excepciones a la regla del shogunato Tokugawa de un castillo por dominio. El castillo se incendió en 1819, pero fue reconstruido cuatro años más tarde por Katakura Munekage.

### Guerra Boshin
El castillo fue el lugar de reunión de los delegados de los dominios del norte a principios de 1868, durante la Guerra Boshin. Luego se convirtió en la sede del Ōuetsu Reppan Dōmei. Después de la Restauración Meiji, estuvo brevemente bajo el cuidado del clan Nanbu anteriormente del Dominio Morioka, a quienes el nuevo gobierno Meiji despojó de sus posesiones originales y les asignó un nuevo dominio excavado en la parte sur del Dominio Sendai. El clan Katakura y sus criados fueron reasentados en Hokkaidō. El castillo fue demolido en 1875.

### Reconstrucción
Después de haber sido restaurado en 1995 utilizando materiales y técnicas de construcción tradicionales, el castillo ahora está abierto al público. Junto al Castillo de Shiroishi se encuentra el Shiroishi Castle History Exploration Museum (白石城歴史探訪ミュージアム?). El castillo fue incluido como uno de los 100 mejores castillos japoneses continuos en 2017.